# San Juan de Opoa (kommun)
San Juan de Opoa är en kommun i Honduras.   Den ligger i departementet Departamento de Copán, i den västra delen av landet, 180 km väster om huvudstaden Tegucigalpa. Antalet invånare är 7 407.